# Linda Fäh
Linda Fah (Kriens, 10 novembre 1987) è una modella svizzera, eletta Miss Svizzera 2009 a Ginevra in rappresentanza del Canton San Gallo, dove ha battuto le altre sedici concorrenti il 27 settembre 2009.
In seguito Linda Fäh ha gareggiato come rappresentante ufficiale della Svizzera a Miss Universo 2010, che si è svolto a Las Vegas il 23 agosto 2010. Tuttavia la modella svizzera non è riuscita nella rose delle quindici finaliste del concorso.
Come cantante ha inciso diversi singoli e gli album Du oder Keiner nel 2014 e Du kannst Fliegen nel 2015.